# Franz Schneider von Dillenburg

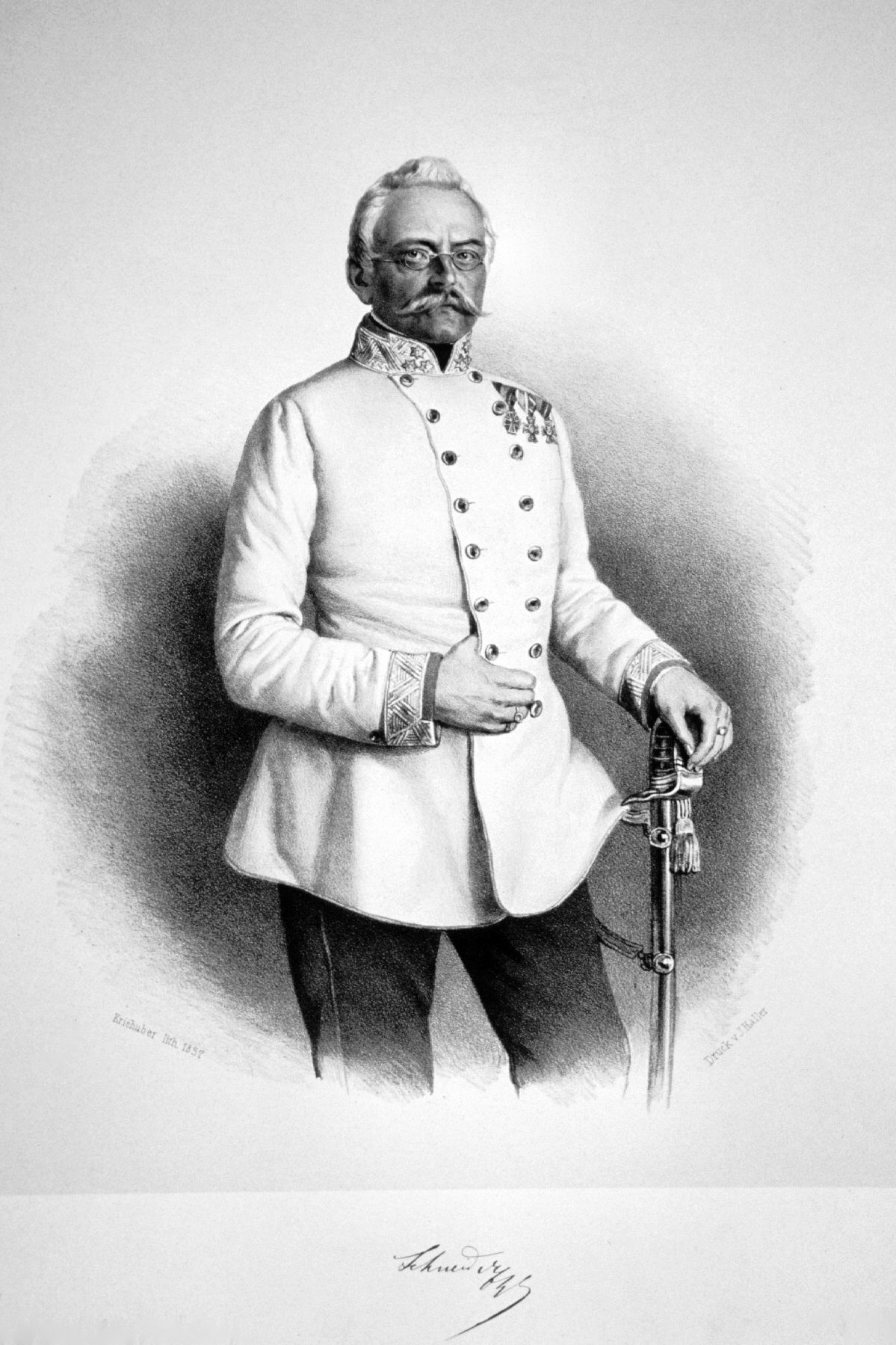
Franz Schneider von Dillenburg als Oberst

Franz Schneider von Dillenburg (* 8. Mai 1799; † 6. Februar 1879 in Teplitz) war ein österreichischer k. k. Generalmajor und Mitglied der k. k. Elisabeth-Theresien-Militärstiftung.

## Herkunft
Franz war der Sohn des k. k. Hauptmanns Heinrich Schneider, der durch allerhöchste Entschließung Kaiser Franz I. vom 15. Februar 1821 sowie Diplom vom 4. Mai desselben Jahres zu Wien in Erwägung seiner 30-jährigen Dienstleistung und erprobten Tapferkeit samt seiner ehelichen Nachkommen beiderlei Geschlechts mit dem Prädikat „von Dillenburg“ in den erbländisch-österreichischen Adelsstand erhoben wurde.

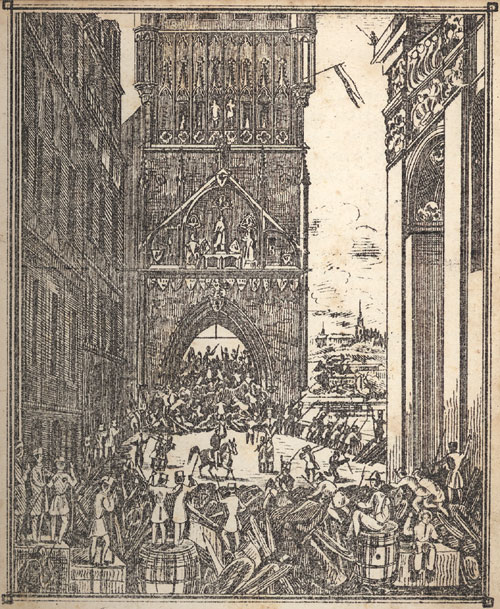
Barrikadenkämpfe an der „Prager Brücke“

## Biographie
Der Leutnant im Infanterieregiment Hochenegg Nr. 20 avancierte in seinem Regiment 1830 zum Oberleutnant, 1833 zum Kapitänleutnant und bereits ein Jahr später zum wirklichen Hauptmann.
Schneider kämpfte als Kommandant des 3. Bataillons im Armeekorps des Feldmarschallleutnants Balthasar von Simunich vom 12. bis 17. Juni 1848 bei der Bezwingung des Prager Pfingstaufstandes im Straßenkampf und der Erstürmung der Barrikaden und wurde am 19. Juli des Jahres zum Major und Kommandanten des neu errichteten 4. Feldbataillons befördert. Danach beteiligte er sich während des Ungarnaufstands am 16. Dezember des Jahres bei der Erstürmung und Einnahme von Tyrnau und bei der Einschließung der kleinen Festung Leopoldstadt. Anfang Februar 1849 wurde er zur Zernierung von Komorn eingesetzt. Für seinen Mut wurde er am 1. Mai 1849 außer der Rangtour zum Oberstleutnant und ersten Bataillonskommandanten ernannt und am 17. Februar 1850 in einer öffentlichen Zeremonie in Komotau für seine vorzüglichen Dienstleistungen in Ungarn – vor allem im Gefecht von Iháza – mit dem Militärverdienstkreuz ausgezeichnet.
Den durch den Tod des Regimentsinhabers vakant gewordenen Titels eines Inhabers des 20. Regiments übertrug Kaiser Franz Joseph I. am 20. Oktober 1853  Prinz Friedrich Wilhelm von Preußen bei gleichzeitiger Ernennung Schneider von Dillenburgs zum Oberst und Regimentskommandanten.
Am 25. Juli 1857 wurde das Mitglied der k. k. Elisabeth-Theresien-Militärstiftung auch Träger des Dienst- und Kanonenkreuzes mit Titel und Charakter eines Generalmajors in den Ruhestand versetzt. Nach der Ergänzung des Militärverdienstkreuzes durch die sogenannte Kriegsdekoration wurde auch ihm diese Ehre zuteil.
Der Offizier war ledig geblieben und verstarb 80-jährig auf seinem Altersruhesitz in Teplitz an Marasmus.

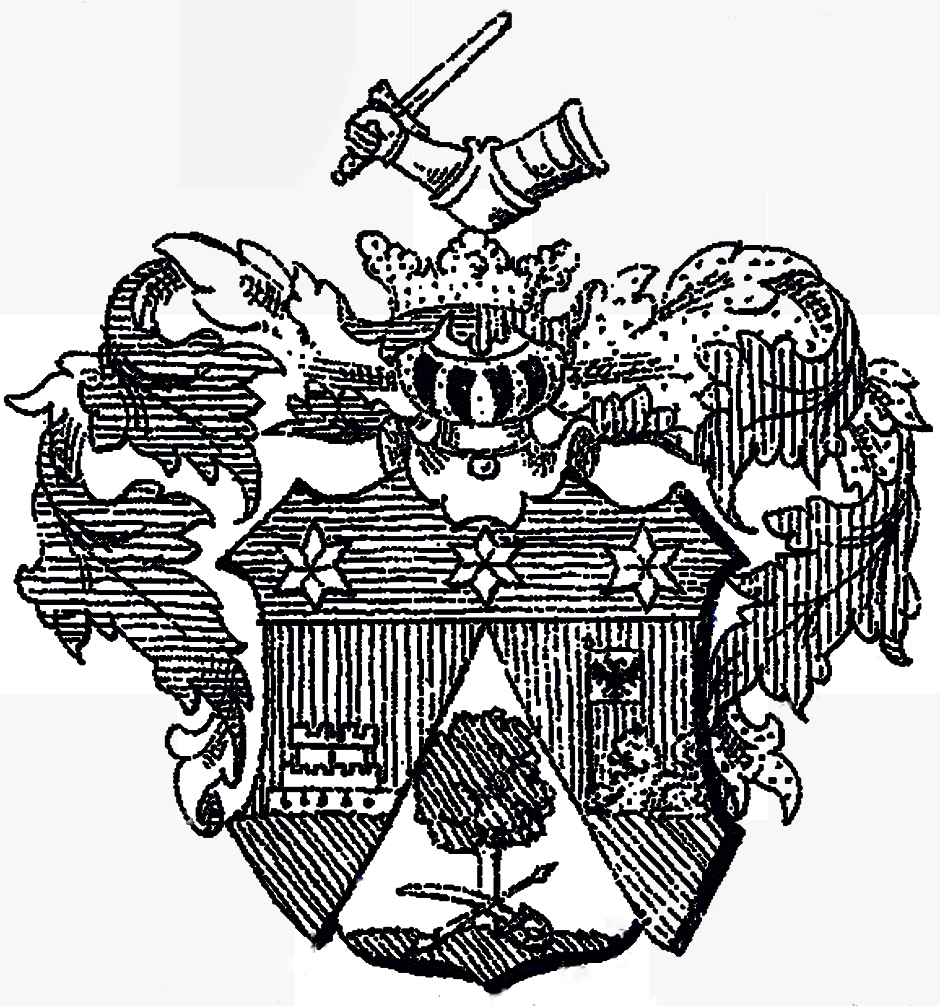
Wappen der Schneider von Dillenburg von 1821

## Wappen
1821: Unter blauem Schildeshaupt in selbem drei silberne Sterne nebeneinander, durch eine bis oben reichende silberne Spitze von Rot gespalten. Vorne auf grünem Boden ein Festungsturm mit zwei Fenstern und einer gezinnten Mauer, in dieser nebeneinander fünf Schießscharten. Hinten auf grünem Boden ein ruhender goldener Löwe, zwischen den Vorderpranken in Pfahl eine Fahne, in deren goldenem Fahnenfelde ein schwarzer Doppeladler steht und in der Spitze auf grünem Hügel ein grün belaubter Baum, am Stamme eine Lanze und ein Säbel geschrägt liegend. Auf der Helmkrone ein geharnischter Arm in der Hand ein Schwert haltend Die Decken sind blau-silbern und rot-golden.